# Жумабек, Абылайхан Муратбекулы
Абылайхан Муратбекулы Жумабек (каз. Абылайхан Мұратбекұлы Жұмабек; род. 19 октября 2001, Тараз) — казахстанский футболист, нападающий клуба «Туран».

## Клубная карьера
Воспитанник жамбылского футбола. Футбольную карьеру начал в 2018 году в составе клуба «Тараз М» во второй лиге. 16 июня 2019 года в матче против клуба «Иртыш» Павлодар дебютировал в казахстанской Премьер-лиге.
8 ноября 2020 года в матче против клуба «Шахтёр» Караганда (2:4) забил свой дебютный мяч в казахстанской Премьер-лиге.

## Карьера в сборной
24 марта 2021 года дебютировал за молодёжную сборную Казахстана, в матче против молодёжной сборной Македонии (2:1).

## Достижения
«Актобе»
- Бронзовый призёр Чемпионата Казахстана: 2023

## Статистика выступлений

### Клубная карьера
| Клуб             | Сезон            | Лига | Лига | Кубки | Кубки | Еврокубки | Еврокубки | Итого | Итого |
| Клуб             | Сезон            | Игры | Голы | Игры  | Голы  | Игры      | Голы      | Игры  | Голы  |
| ---------------- | ---------------- | ---- | ---- | ----- | ----- | --------- | --------- | ----- | ----- |
| Тараз            | 2019             | 2    | 0    | 1     | 0     | —         | —         | 3     | 0     |
| Тараз            | 2020             | 5    | 1    | —     | —     | —         | —         | 5     | 1     |
| Тараз            | 2021             | 19   | 1    | 5     | 0     | —         | —         | 24    | 1     |
| Тараз            | 2022             | 25   | 8    | 8     | 6     | —         | —         | 33    | 14    |
| Тараз            | Итого            | 51   | 10   | 14    | 6     | —         | —         | 65    | 16    |
| → Тараз М        | 2018             | 39   | 14   | —     | —     | —         | —         | 39    | 14    |
| → Тараз М        | 2019             | 13   | 4    | —     | —     | —         | —         | 13    | 4     |
| → Тараз М        | 2020             | 3    | 0    | —     | —     | —         | —         | 3     | 0     |
| → Тараз М        | Итого            | 55   | 18   | —     | —     | —         | —         | 55    | 18    |
| Актобе           | 2023             | 18   | 1    | 2     | 0     | 2         | 0         | 22    | 1     |
| Актобе           | 2024             | 0    | 0    | —     | —     | —         | —         | 0     | 0     |
| Актобе           | Итого            | 18   | 1    | 2     | 0     | 2         | 0         | 22    | 1     |
| Жетысу           | 2024             | 19   | 1    | 4     | 1     | —         | —         | 23    | 2     |
| Жетысу           | Итого            | 19   | 1    | 4     | 1     | —         | —         | 23    | 2     |
| Всего за карьеру | Всего за карьеру | 143  | 30   | 20    | 7     | 2         | 0         | 165   | 37    |

### Выступления за сборную
| Сборная   | Год   | Отборочные матчи ЧМ | Отборочные матчи ЧМ | Отборочные матчи ЧЕ | Отборочные матчи ЧЕ | Лига наций УЕФА | Лига наций УЕФА | Товарищеские матчи | Товарищеские матчи | Итого | Итого |
| Сборная   | Год   | Игры                | Голы                | Игры                | Голы                | Игры            | Голы            | Игры               | Голы               | Игры  | Голы  |
| --------- | ----- | ------------------- | ------------------- | ------------------- | ------------------- | --------------- | --------------- | ------------------ | ------------------ | ----- | ----- |
| Казахстан | 2022  | −                   | −                   | −                   | −                   | 2               | 0               | −                  | −                  | 2     | 0     |
| Итого     | Итого | −                   | −                   | −                   | −                   | 2               | 0               | −                  | −                  | 2     | 0     |